# Södra polcirkeln

En jämförelse över hur landmassorna ligger i förhållande till norra och södra polcirkeln.

Södra polcirkeln markerad med en blå streckad linje.

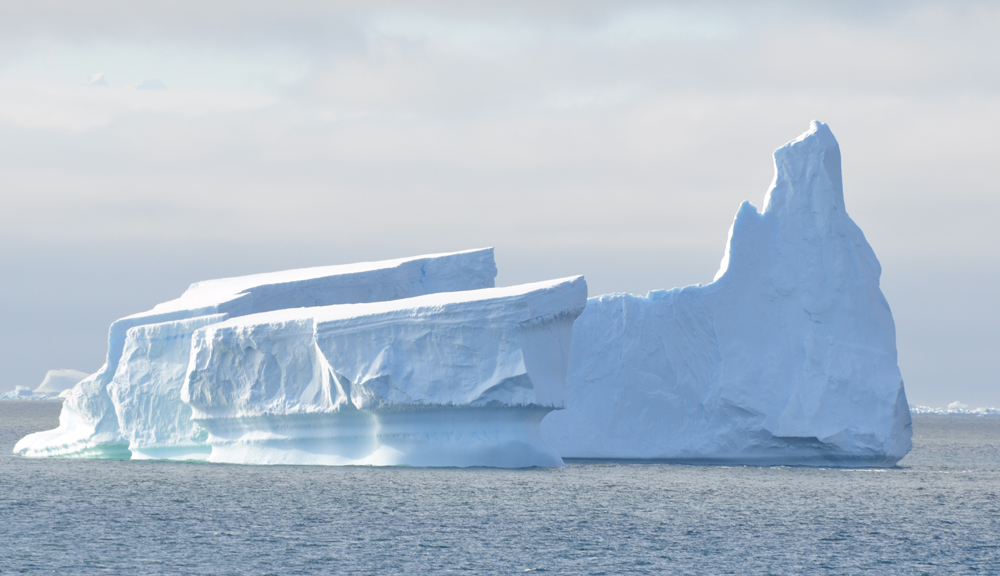
Ett isberg nära södra polcirkeln, norr om Detaille Island.

Södra polcirkeln eller antarktiska cirkeln är den yttersta plats – räknat från Sydpolen – där solen inte går ner vid sommarsolståndet samt inte går upp vid vintersolståndet. Den södra polcirkeln ligger på 66˚ 33' 38" S.
Den södra polcirkeln passerar endast över hav och delar av Antarktis.
På himmelssfären finns också en motsvarighet med samma namn i form av den lillcirkel som går genom den sydligaste punkt som solen når på himlen.